# Alex Gasperoni
Alex Gasperoni (* 30. Juni 1984) ist ein san-marinesischer Fußballspieler, der beim SS Murata unter Vertrag steht.

## Karriere

### Vereinskarriere
Der Mittelfeldakteur begann seine aktive Laufbahn 2002 bei San Marino Calcio, dem einzigen Profiverein seines Heimatlandes. Im selben Jahr stand er leihweise für den italienischen Fünftligisten ASD Mezzolara im Einsatz. Im Folgejahr schloss sich Gasperoni Castel San Pietro Terme Calcio an, mit dem er in der Serie D aktiv war. Anschließend kehrte Gasperoni zurück in sein Heimatland. Er schloss sich erneut San Marino Calcio an. Mit dem im italienischen Ligasystem vertretenen Verein nahm er am Spielbetrieb der vierthöchsten Ligastufe, der damaligen Serie C2, teil. Nach einem Jahr bei San Marino Calcio zog es ihn zum US Tolentino, mit dem er in der fünfthöchsten italienischen Spielklasse aktiv war. Nach der Saison 2005/06 verließ er den Verein und unterzeichnete einen Vertrag beim SS Murata, mit dem er erstmals in seiner Karriere am Spielbetrieb der nationalen san-marinesischen Meisterschaft, dem Campionato Sammarinese di Calcio, teilnahm. Im Jahr 2008 gewann er mit Murata das nationale Triple bestehend aus Meisterschaft, Pokal und Supercup. Im Folgejahr errang er mit der Mannschaft erneut den Supercup.
In den Spielzeiten 2007/08 und 2008/09 nahm er mit dem Verein an der Qualifikation zur UEFA Champions League teil. Gasperoni schied mit der Mannschaft jeweils in der ersten Qualifikationsrunde aus dem Wettbewerb aus. Dabei verlor Murata in jeweils zwei Partien gegen Tampere United und IFK Göteborg.

### Nationalmannschaft
Gasperoni absolvierte zwischen 2003 und 2007 insgesamt 15 Länderspiele für die San-marinesische Fußballnationalmannschaft, in denen er keinen Torerfolg verbuchen konnte.